# Goyang Stadium
Il Goyang Stadium (고양종합운동장?) è uno stadio multi-uso situato a Goyang, in Corea del Sud. Viene utilizzato principalmente per il calcio e ha ospitato le partite della squadra locale Goyang Zaicro in K League 2 tra il 2013 e il 2016. Occasionalmente ospita anche le partite della nazionale coreana.
Ha ospitato alcuni incontri della Coppa della Pace 2007 e del Campionato mondiale di calcio Under-17 2007.